# Court Tomb von Ballymunterhiggin
Das Court Tomb von Ballymunterhiggin (irisch Baile Mhuintir Uiginn) ist eine Grabanlage rund 2,0 km südlich von Ballyshannon nahe der Grenze zum County Leitrim im County Donegal in Irland. Court Tombs gehören zu den megalithischen Kammergräbern (englisch chambered tombs) in Irland und Großbritannien. Sie werden mit etwa 400 Exemplaren größtenteils in Ulster im Norden der Republik Irland und in Nordirland gefunden. Der Begriff Court Tomb wurde 1960 von dem irischen Archäologen Ruaidhrí de Valera eingeführt. Ballymunterhiggin gehört zu den wenigen „Central-Court Tombs“ (wie Magheraghanrush).
Dieses große, ungeschützte Grab liegt in einem etwa 45,0 Meter langen, grasbewachsenen Cairn, weit von der nächsten Straße entfernt. Galerien mit zwei Kammern liegen am östlichen und westlichen Ende des ovalen Hofes. Es gibt einen in situ befindlichen Sturz über dem Zugang jeder Galerie. Der namengebende Hof (englisch court) wird von Süden her betreten. Zwei benachbarte Nebenkammern münden im Norden in den Hof. Eine dritte Nebenkammer liegt auf der Westseite des Zugangs. Das Court Tomb ist stark überwachsen und die Steine sind mit Moos und Flechten bedeckt.
Etwa 8,0 km westlich und westlich von Bundoran liegen die Reste eines Passage Tombs und eines Wedge Tombs im Townland Magheracar.